# Ingeborg Meinhof
Ingeborg Marie Elise Meinhof (* 9. Juni 1909 in Schwerin/Warthe als Ingeborg Guthardt; † 2. März 1949 in Oldenburg) war eine deutsche Kunsthistorikerin und die Mutter der Linksterroristin Ulrike Meinhof.

## Leben
Ingeborg Meinhof war die Tochter von Johannes Guthardt (* 1884 in Borken) und Martha Kluge. Sie war Mitglied in der Sozialistischen Arbeiterjugend. Bereits kurz nach ihrem Abitur heiratete sie 1928 den Kunsthistoriker Werner Meinhof. Von einem mehrmonatigen Studienaufenthalt in Florenz abgesehen, lebte das Paar in Oldenburg, wo Werner Meinhof eine Assistentenstelle am Niedersächsischen Landesmuseum für Kunst und Kulturgeschichte erhielt. 1931 und 1934 kamen ihre beiden Töchter Wienke und Ulrike zur Welt. Die Familie zog 1936 nach Thüringen, als Werner Meinhof zum Leiter des Stadtmuseums in Jena berufen wurde. Am 7. Februar 1940 starb er an Bauchspeicheldrüsenkrebs. Darauf nahm Ingeborg Meinhof mit Hilfe der Stadt Jena ein kunstwissenschaftliches Studium auf, um später als Lehrerin zu arbeiten. Während eines Studienseminars befreundete sie sich mit Renate Riemeck, die bald als Untermieterin in das Haus der Familie Meinhof einzog. Beide waren Assistentinnen bei Johann von Leers, Inhaber des Lehrstuhls für „Deutsche Rechts-, Wirtschafts- und politische Geschichte auf rassischer Grundlage“ der Universität Jena. 1943 wurden sie an der dortigen philosophischen Fakultät mit einer Dissertation über Mittelalterliche und neuzeitliche Gestaltung in der bildenden Kunst zum Dr. phil. promoviert, Riemeck mit einer solchen über Die spätmittelalterlichen Flagellanten Thüringens und die deutschen Geißlerbewegungen. Am Ende des Krieges 1945 flohen die beiden mit Wienke und Ulrike aus Furcht vor den Russen nach Bad Berneck, wo sie als Volksschullehrerinnen arbeiteten. 1946 zogen Meinhof und Riemeck nach Oldenburg weiter, wo sie ihr zweites Staatsexamen ablegten und anschließend als Assessorinnen an einer höheren Mädchenschule lehrten. Nach einer Krebsoperation im Herbst 1948 starb Ingeborg Meinhof am 2. März 1949. Wienke und Ulrike blieben bei Renate Riemeck, die die Vormundschaft übernahm.
Nach Darstellung von Jutta Ditfurth hatte Ingeborg Meinhof 1936/1937 neun Monate lang eine „leidenschaftliche Affäre“ mit dem Schriftsteller Friedrich Griese. „Als Griese nach einer Weile Werner Meinhof über die Beziehung informierte, kam es zu schrecklichen Auseinandersetzungen“, schreibt Jutta Ditfurth. Alois Prinz erwähnt die „kurze, aber heftige Affäre“ ebenfalls, allerdings ohne Nennung des Namens Griese. Nach Angaben von Jutta Ditfurth verarbeitete Griese ihre gemeinsame Liebesgeschichte in seinem Roman Bäume im Wind (1937).

## Schriften
- Mittelalterliche und neuzeitliche Gestaltung in der bildenden Kunst. Eine Unterscheidung ihres Formwollens, unter besonderer Berücksichtigung des Ornaments. Jena 1943, OCLC 72602783 (Dissertation, Universität Jena, Philosophische Fakultät, 1943).
- Beiträge in der Reihe Die Laterne. Arbeitsmittel für Volks-, Mittel- und Oberschulen. Oldenburger Verlagshaus, Oldenburg 1949.
  - Gott schütze das ehrsame Handwerk (6.–8. Schuljahr) (= Die Laterne, Heft 9).
  - mit Renate Riemeck: Freunde und Helfer der Menschheit, 3 Hefte (= Die Laterne, Heft 14–16).
  - Weihnachten (7.–10. Schuljahr) (= Die Laterne, Heft 19)